# Любезный, Николай Фёдорович
Николай Фёдорович Любезный (1916—1987) — полковник Советской Армии, участник Великой Отечественной войны, Герой Советского Союза (1945).

## Биография
Николай Любезный родился 27 ноября 1916 года в деревне Обжи (ныне — Хомутовский район Курской области). После окончания Севского педагогического училища работал директором сельской школы. В 1940 году Любезный был призван на службу в Рабоче-крестьянскую Красную Армию. В 1941 году он окончил Сталинградское военно-политическое училище, в 1943 году — курсы командиров батарей при Ленинградском военном артиллерийском училище. С октября 1941 года — на фронтах Великой Отечественной войны. В одном из боёв был ранен.
К апрелю 1945 года капитан Николай Любезный командовал 6-й батареи 2-го дивизиона 86-й тяжёлой гаубичной артиллерийской бригады 5-й артиллерийской дивизии прорыва 4-го артиллерийского корпуса прорыва 3-й ударной армии 1-го Белорусского фронта. Отличился во время штурма Берлина. 21 апреля 1945 года в боях у населённого пункта Блумберг к северо-востоку от Берлина батарея Любезного уничтожила 3 танка, 2 артиллерийских орудия и группу пехотинцев противника. В ходе дальнейшего наступления Любезный переправился через Берлинско-Шпандауский судоходный канал и провёл разведку огневой системы немецкой обороны, а затем корректировал огонь своей батареи. Действия Любезного способствовали успешной переправе основных сил.
Указом Президиума Верховного Совета СССР от 31 мая 1945 года за «образцовое выполнение боевых заданий командования на фронте борьбы с немецкими захватчиками и проявленные при этом мужество и героизм» капитан Николай Любезный был удостоен высокого звания Героя Советского Союза с вручением ордена Ленина и медали «Золотая Звезда» за номером 6808.
После окончания войны Любезный продолжил службу в Советской Армии. В 1948 году он окончил Высшую офицерскую артиллерийскую школу. В ноябре 1960 года в звании полковника Любезный был уволен в запас. Проживал в Брянске, работал начальником отдела кадров Брянского областного управления общественного питания. Скончался 7 ноября 1987 года, похоронен на Советском кладбище Брянска.
Был также награждён двумя орденами Красного Знамени, орденами Богдана Хмельницкого 3-й степени, Александра Невского, Отечественной войны 1-й и 2-й степеней, Трудового Красного Знамени, двумя орденами Красной Звезды, рядом медалей.
В честь Любезного названа улица в Брянске.